# Descamisados
Descamisados é uma expressão muito utilizada por políticos para se referir aos pobres e miseráveis, como se fosse por não terem roupas (camisa), mas na verdade foi criada para definir um público muito específico.
Fazia muito calor durante o Cabildo Abierto peronista, uma espécie de manifestação pública da Plaza de Mayo (Buenos Aires) na década de 1940. Os pobres, que ali se concentravam aos milhares e que vieram de vilas distantes do centro, tiraram suas camisas para se refrescar na fonte da praça. Evita Perón, da sacada da Casa del Gobierno, a Casa Rosada, viu aquilo e, encantada com essa espontaneidade, passou a chamá-los de los descamisados.
A partir daí o termo descamisado tornou-se um símbolo para o governo peronista.
“Para mim, descamisado é o que sente o povo (…) que ama, sofre e goza como povo mesmo que não se vista como povo. Descamisado é o que esteve na Praça de Maio no 17 de outubro, ou quis estar. Descamisado é o povo, culturalmente inferior, que aceita, com honra, essa inferioridade, porque, no fundo, se sente forte por meio do seu líder e potencialmente superior porque, por seu intermédio, se sente ascender a uma nova dignidade.”
Em 1989, o então candidato à presidência Fernando Collor de Mello, durante a sua campanha eleitoral usou o termo "descamisados e pés descalços" para se referir aos pobres.